# Gravettien

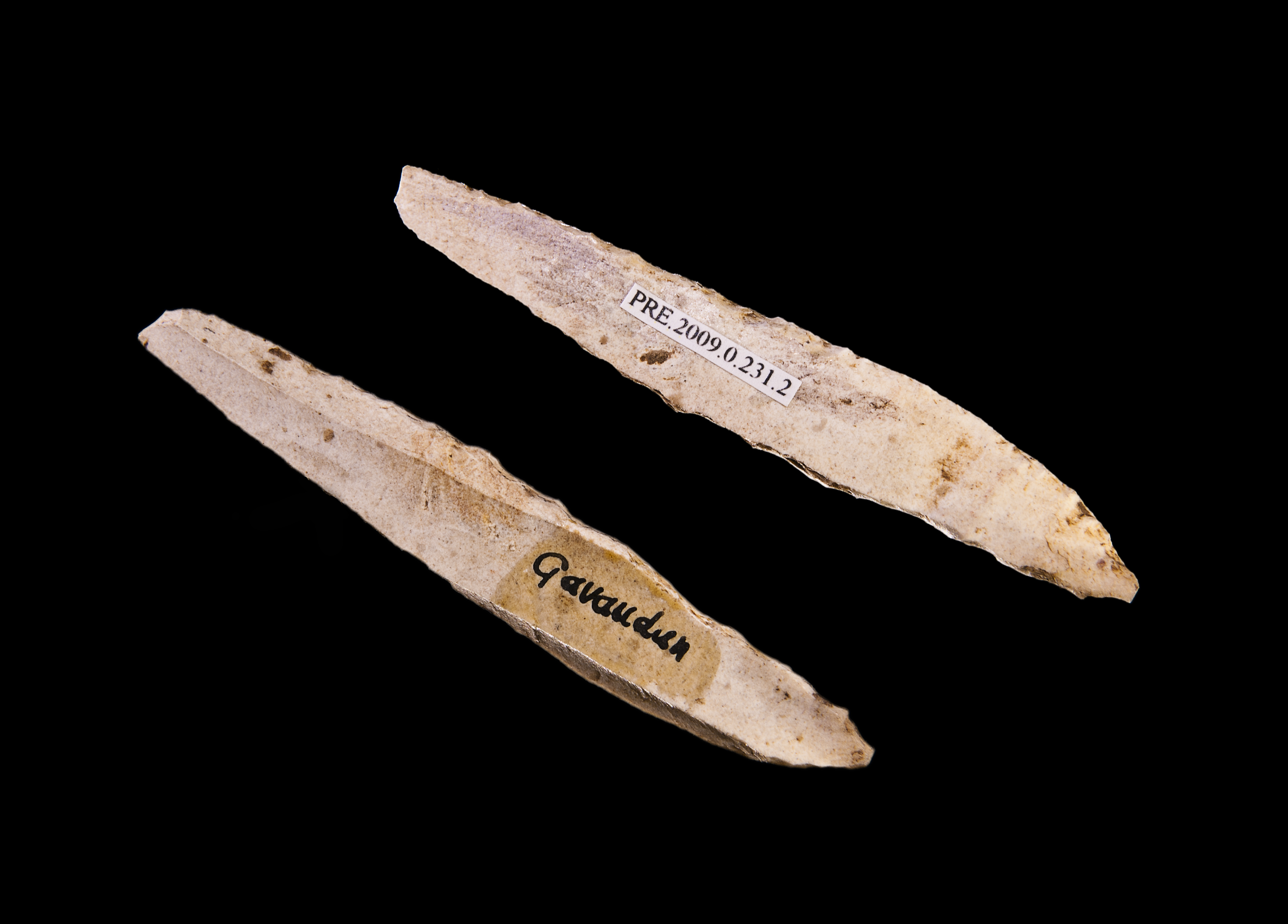
Gravetský hrot

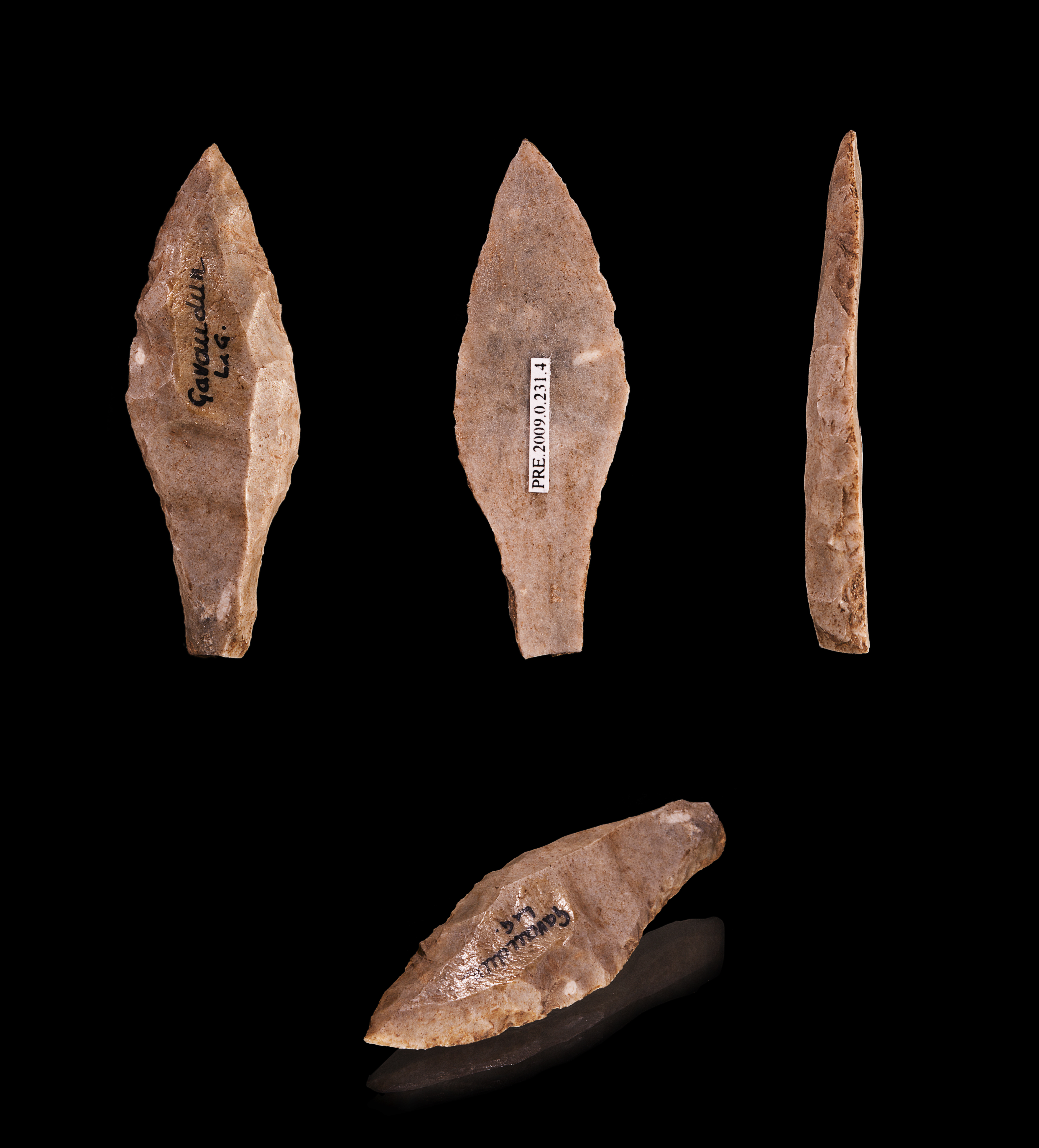
Gravetský hrot s řapem typu Font-Robert

Gravettien je archeologická kultura, která zaujímala střední část mladého paleolitu (přibližně 30–20 tisíc let BP, těžiště zhruba 27–24 tisíc let BP). Období je pojmenováno podle lokality La Gravette v departementu Dordogne ve Francii.

## Rozšíření a rozdělení
Gravettien je znám z širokého geografického prostoru od Portugalska k Německu, od Belgie k Rusku.
Můžeme jej rozdělit na dvě facie, které souvisí mimo jiné s jeho sídlení dynamikou. Starší, zvaná pavlovien (zhruba 30–25 tisíc let BP), je charakterizována osídlením centrálních oblastí (střední Podunají). Mladší willendorf-kostěnkien (přibližně 25–20 tisíc let BP) zaujímá širší geografický prostor.

## Klima
Glaciální (würmské) období je v tomto období charakteristické častými klimatickými výkyvy, přičemž obecně jej můžeme označit za studené a suché (vrchol studeného klimatu byl cca 24–18 tisíc let BP). Letní období bylo krátké, ale relativně teplé, což způsobovalo tání permafrostu a následný půdotok.

## Hmotná kultura
Nejčastějším archeologickým pramenem (platí pro celý paleolit) je kamenná štípaná industrie. Pro gravettien je typická retušovaná čepelová industrie. Mezi nástroji se hojně vyskytují rydla, škrabadla, hroty s otupeným bokem (zastoupení či podoba nástrojů může být regionálně specifická). Dalším pramenem je četná a značně vyspělá kostěná a parohová industrie. Je doloženo i mletí obilí.

## Umění gravettienu
Umění gravettienu je vysoce rozvinuté. Patří sem zejména ženské plastiky (tzv. venuše), které mohou být i silně stylizované. K nejznámějším plastikám patří Věstonická venuše (pavlovien), dále venuše z Moravan nad Váhom (Slovensko), venuše z Lespugue, hlavička z Brassempouy (Francie), venuše z Grimaldi (Itálie), Willendorfská venuše (Rakousko) či venuše z lokality Kostěnki (Rusko). Četné jsou i plastiky zvířat a skalní umění. Ke skalnímu umění patří například malby v podobě negativních otisků rukou z francouzské jeskyně Pech Merle či stovky rytin zvířat na lokalitě Foz Côa v Portugalsku).

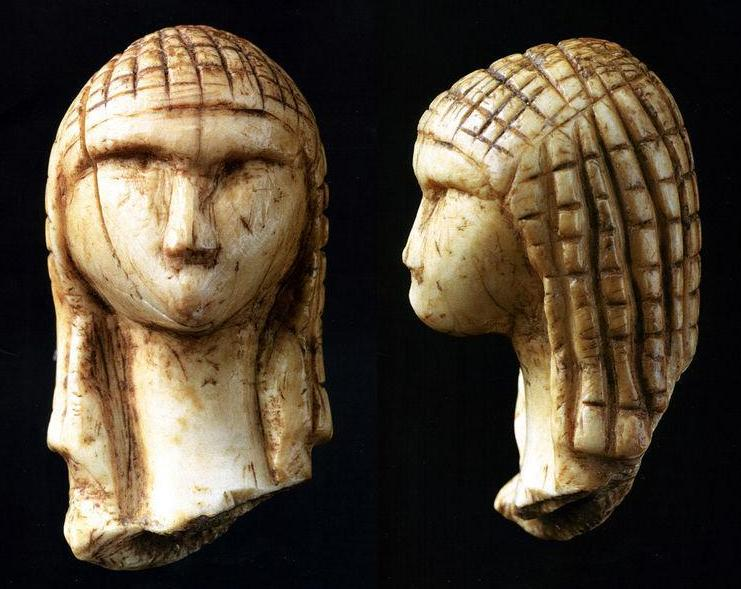
Venuše z Brassempouy
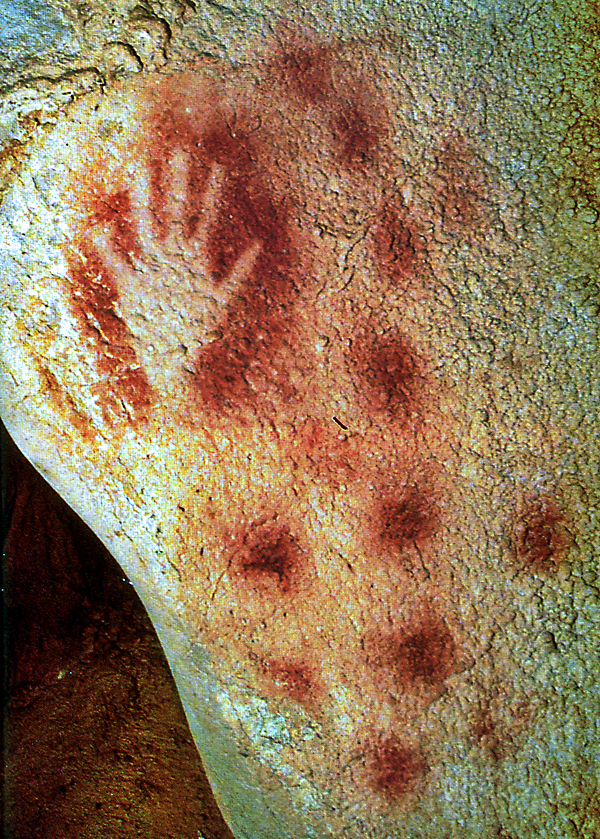
Jeskyně Pech Merle
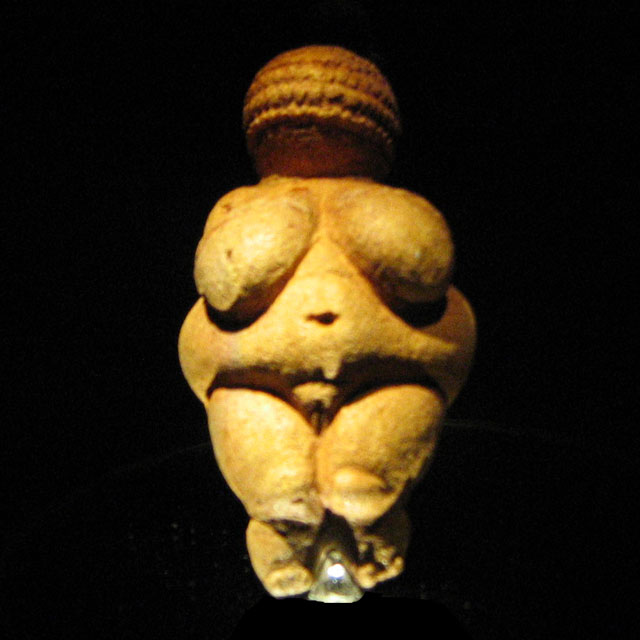
Willendorfská venuše
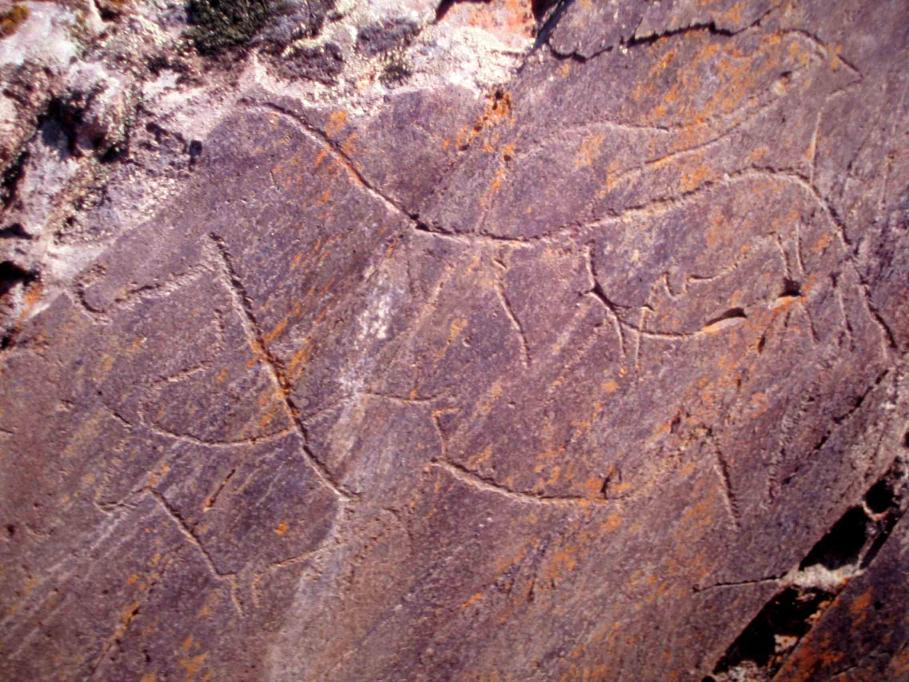
Skalní rytiny v Foz Côa